# Klemens von Romberg
Klemens Konrad Franz Freiherr von Romberg (auch: Clemens Conrad) (* 17. August 1803 in Münster; † 13. Februar 1869 in Brünninghausen bei Dortmund) war ein deutscher Rittergutbesitzer und Politiker aus dem Adelsgeschlecht Romberg.

## Leben
Romberg war der Sohn von Gisbert von Romberg I. und dessen Ehefrau Caroline von Boeselager. Er heiratete 1829 Marianne Reichsfreiin von Fürstenberg-Herdringen (1795–1855). Der gemeinsame Sohn Gisbert von Romberg II. war Erbe.
Romberg war Rittergutbesitzer und Herr auf Brünninghausen und Buldern. 1841 gehörte er als Vertreter von Herzog Alfred von Croÿ als Abgeordneter zum Provinziallandtag der Provinz Westfalen. 1847 nahm er am 1. Vereinigten Landtag als stellvertretendes Mitglied teil. Auf seinen Dortmunder Besitzungen intensivierte er die Kohleförderung.